# Leidsch Studenten Schaak Gezelschap Morphy
Het Leidsch Studenten Schaak Gezelschap Morphy, vernoemd naar Paul Morphy, is een schaakvereniging waarvan de schaakhistorie, onderbrekingen inbegrepen, teruggaat naar 1863. Het heeft derhalve een plaats in de Nederlandse schaakgeschiedenis van de negentiende eeuw.
De vereniging is primair gericht op schakers van de universiteit Leiden en is een ondervereniging van de Leidse Studenten Vereniging Minerva.

## Geschiedenis
L.S.S.G. Morphy was voor het eerst opgericht in 1863. Nadat er tussen 1881 en 1905 geen teken van leven meer was, is de vereniging in ieder geval sinds 2015 weer actief.

## Varia
Er zijn in de loop van de schaakgeschiedenis wereldwijd vele schaakverenigingen naar Morphy genoemd. In Nederland alleen al zijn er van de negentiende eeuw ten minste tweeëntwintig bekend, waarvan drie uit Leiden, waaronder L.S.S.G. Morphy en een Morphy dat aanvankelijk als een scholierenschaakvereniging begonnen was.

## Levend schaakspel door Morphy (1925)

- Film